# Black Hawk (Kolorado)
Black Hawk – miasto w Stanach Zjednoczonych, w stanie Kolorado, w hrabstwie Gilpin.